# Setge de Barcelona (1697)
El Setge de Barcelona de 1697 fou un esdeveniment militar culminant de la Guerra dels Nou Anys. Establert pels francesos el 5 de juny la ciutat fou batuda per les armes i rendida per capitulacions el 10 d'agost. El Rei Sol per via de Vendome jurà de nou les Constitucions Catalanes i la ciutat restà en poder del Regne de França fins a principis de l'any següent quan per virtut del Tractat de Rijswijk l'abandonaren.

## Antecedents
La Guerra dels Nou Anys va ser una guerra lliurada a Europa i Amèrica entre 1688 i 1697, entre França per una banda i la Lliga d'Augsburg per l'altra, la qual s'oposava a l'expansionisme francès al llarg del Rin, i per salvaguardar els resultats de la Revolució Gloriosa d'una possible restauració de Jaume II d'Anglaterra amb l'auspici dels francesos. L'escenari de guerra a Nord-amèrica, representat per colons francesos i anglesos, va ser conegut a les colònies angleses com la Guerra del rei Guillem. La guerra va començar amb la invasió francesa del Palatinat el 1688.
L'únic teatre d'operacions de la Guerra dels Nou Anys decisiu al continent europeu fou Catalunya. Les tropes espanyoles només podien oferir resistència, i els aliats eren incapaços de prestar suport suficient. Els combats van estar dominats per la guerra amfíbia, amb el bombardeig naval de diverses ciutats costaneres de la Corona d'Aragó, com Barcelona el 1691, Vinaròs, Peníscola i Alacant.
Les forces franceses eren de 12.000 homes el 1690 però van passar als 10.000 homes el 1691. El 1693, quan la resta de fronts estaven més tranquils, les tropes franceses van poder incrementar els efectius al front català fins als 26.000 homes, i Anne Jules de Noailles pogué iniciar una ofensiva que prengué Roses després d'un setge curt, i després de la victòria a la batalla de Verges arriba a les portes de Girona, que caigué el 29 de juny de 1694, i amb la caiguda d'Hostalric i, el 8 de setembre, també de Castellfollit de la Roca el front es mantindria estable fins a l'ofensiva de 1697.

## Estratègia
Davant l'imminent setge francès de la ciutat, el rei Carles II d'Espanya va sol·licitar per carta el 20 de maig de 1697 al virrei Francisco Antonio Fernández de Velasco que autoritzés a la ciutat d'alçar, armar i pagar la milícia barcelonina, seguint les antigues formes tradicionals, motiu pel qual el 28 maig 1697 es va constituir la Coronela sota el comandament del conseller en cap de la ciutat Francesc Taverner i Montornès. Aprofitant que l'any abans la flota de l'almirall Russell havia marxat de Cadis cap al nord, Lluís Josep de Borbó, duc de Vendôme, va poder utilitzar la flota francesa de Victor-Marie d'Estrées: els dos exèrcits van dirigir-se a capturar Barcelona, l'acció militar més important del final de la guerra.
A la ciutat es veié arribar les tropes franceses el 5 de juny de 1697: per terra eren 18.000 infants i 6.000 cavallers comandats pel duc Vendôme; i per mar eren 14 naus, 30 galeres, 3 balandres i desenes d'altres embarcacions comandades pel comte d'Estrées. Aquell mateix dia Velasco va fugir de la ciutat i es refugià a Martorell (a on prèviament ja hi havia fet portar 10.000 soldats deixant Barcelona amb només 13.000 efectius), tot encarregant la defensa de Barcelona a un subordinat: Diego Hurtado de Mendoza. Pocs dies després, aquest ja era partidari de capitular. En canvi, el príncep Jordi de Hessen, que en aquell moment residia a la ciutat i hi mantenia molts contactes, volia resistir.
Mentrestant, el 13 de juny Vendôme ja havia ocupat el convent dels caputxins fora muralla, des d'on 18 canons començaren a bombardejar la zona de Sant Pere a un ritme de 120 bales per hora. No va establir un "setge en les formes" sinó que volia aconseguir una ràpida entrada a la ciutat obrint una bretxa al pany de muralla entre els baluard de Portal Nou i de Sant Pere. El 15 de juny els seus sapadors iniciaren les trinxeres en ziga-zaga vers el Portal Nou, i la flota va iniciar un bombardeig contra les cases barcelonines. Els defensors protagonitzaren fins a tres sortides per aturar l'avanç de les trinxeres, però fracassaren pel mal comandament dels soldats, mentre que les queixes i l'estupor de les institucions catalanes (Diputació, Consell de Cent…) anaren en augment. Per evitar la imminent entrada francesa a la ciutat, Feliu de la Penya feu construir una travessera amb les ruïnes de les cases ensorrades pel bombardeig, la qual estava llesta el 5 de juliol. A més a més la ciutat va activar 4.000 milicians de la Coronela. El 13 de juliol els francesos ja havien pres el control del camí cobert davant del tros de muralla assetjat. En aquest moment l'exèrcit de Velasco va atacar els assetjans, però amb tant poca força que fou repel·lit i perseguit fins al seu campament. El dia 23 Vendôme ocupava el baluard de Portal Nou i feia excavar mines per enderrocar el pany de muralla i el baluard de Sant Pere: la invasió s'endevinava imminent.
El 5 d'agost Mendoza va pactar amb els francesos una treva de 3 dies i va marxar a Esparreguera per entrevistar-se amb Velasco, i aquest va recomanar que es rendissin als francesos. Paral·lelament, la cort de Madrid va destituir Velasco el 8 d'agost nomenant com a substitut el mateix Mendoza, qui de totes maneres es va rendir el 10 d'agost, segons sembla abans que la notícia del seu nomenament arribés a Barcelona. Aquell mateix dia les tropes franceses ocuparen la ciutat. La guarnició espanyola va abandonar-la el 15.
Segons càlculs de Feliu de la Penya les víctimes del setge foren uns 4.000 barcelonins morts i 800 ferits, i danys nombrosos no tan sols a les muralles sinó en moltes cases; i els francesos perderen 15.000 soldats, 1.000 oficials i 52 enginyers. En nom de Lluís XIV de França, Vendôme va jurar les Constitucions catalanes a la catedral, així que de fet per poc temps el rei francès va esdevenir comte de Barcelona per segona vegada a la seva vida.

## Conseqüències

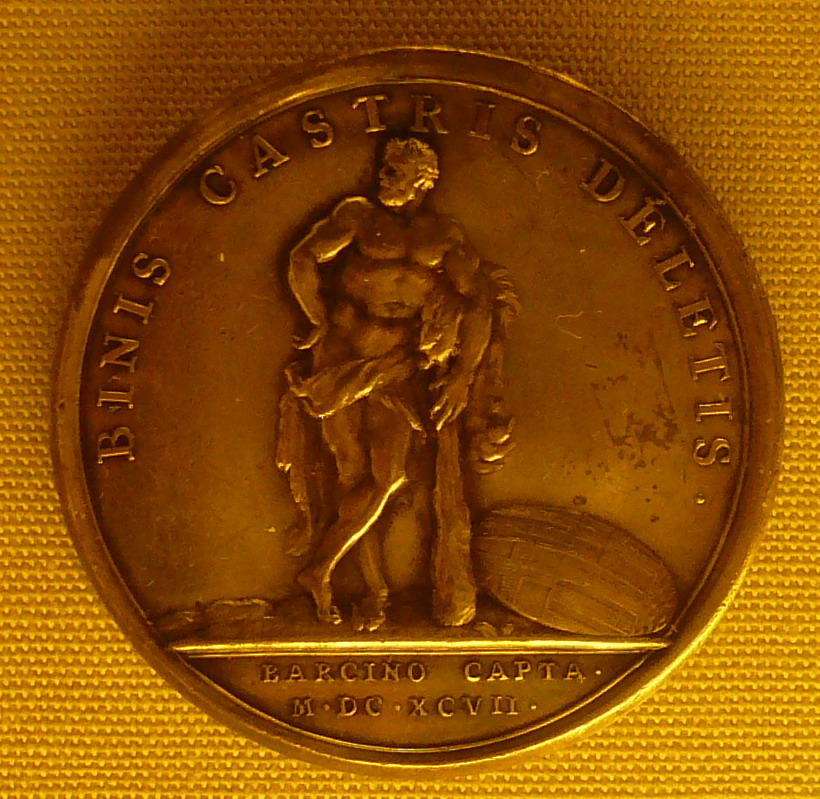
Medalla commemorativa de la presa de Barcelona

El Tractat de Ryswick va ser signat el 20 de setembre de 1697 en la ciutat de Ryswick. La base de la pau era que totes les ciutats i districtes capturats des de la pau de Nimega (1678) havien de ser restaurats: per tant el Regne de França va tornar tot el territori conquerit, abandonant Barcelona el 9 de gener de 1698, quatre mesos després d'haver-la ocupat. Pocs dies abans, els francesos havien anunciat que imposarien el "dret de campanes i metall" per marxar enduent-se aquestes matèries primeres, però els barcelonins es revoltaren l'1 de gener per impedir-ho.
Després del setge, el rei Carles II va premiar el príncep Jordi de Hessen-Darmstadt nomenant-lo lloctinent o virrei de Catalunya per les diverses accions de batalla que va protagonitzar durant el setge: fent d'enllaç amb els catalans que flagel·laven l'esquena de l'exèrcit francès assetjador, entrant a Barcelona amb 11.000 homes a peu i 1.500 cavalls, mantenint el castell de Montjuïc en llurs mans, i essent ferit el 20 de juliol.
El cost dels danys que es calcula en mig milió de lliures. Per comparar-ho, el pressupost que manejava la Diputació del General (recaptadora dels impostos) en un any normalment era d'unes 100.000 lliures. Moltes famílies s'hagueren d'hipotecar per assumir les reconstruccions de llurs cases. El 1699 el 79% havien estat reparades. Sembla que la destrucció havia afectat bàsicament el comercial i artesanal barri de la Ribera.